# Gesellschaft für Naturkunde in Württemberg
Die Gesellschaft für Naturkunde in Württemberg e. V. ist eine Vereinigung von Naturwissenschaftlern und Freunden der Naturkunde mit Sitz in Stuttgart, wo sie mit dem Staatlichen Museum für Naturkunde Stuttgart verbunden ist.

## Geschichte

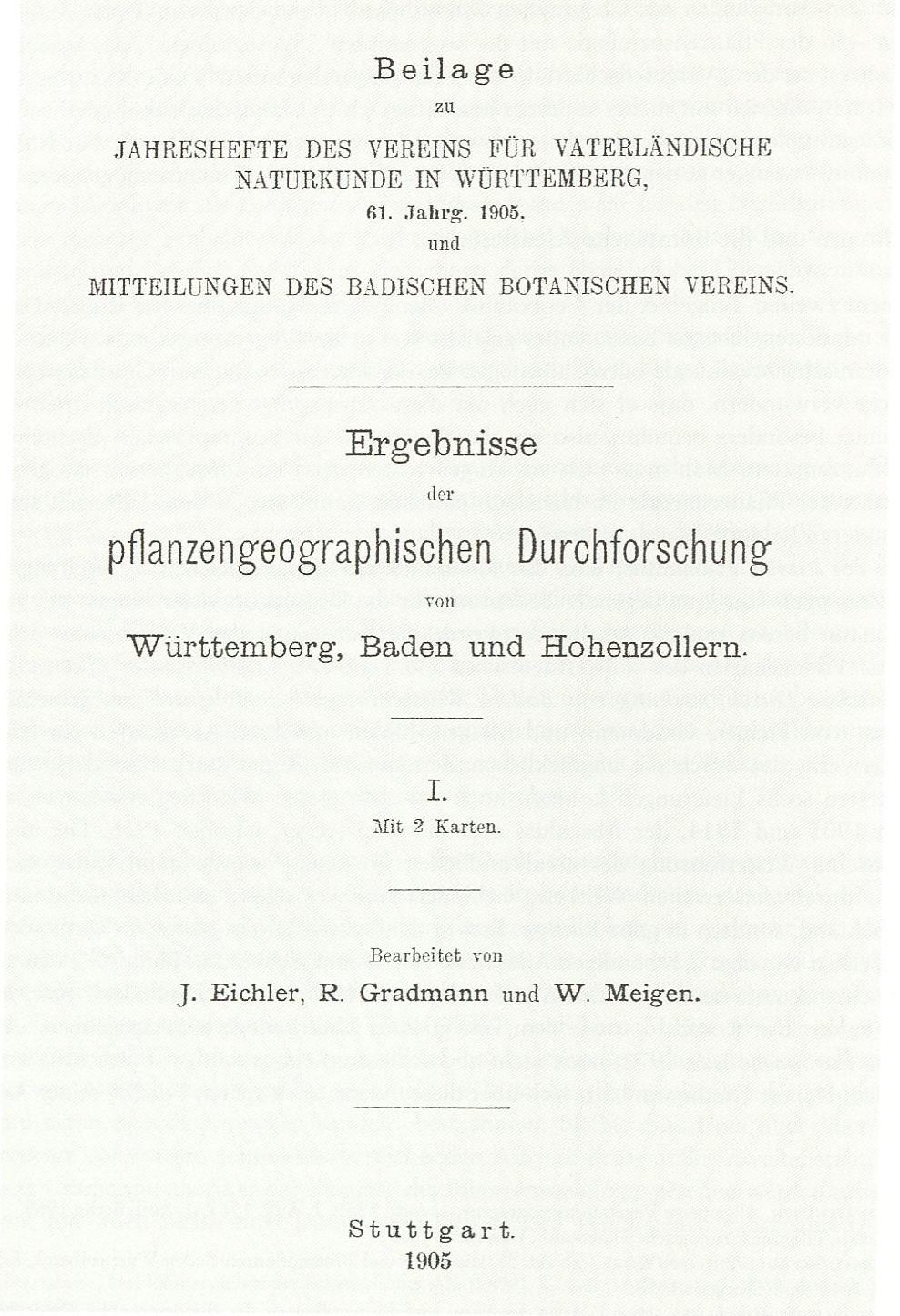
Jahresheft 1905

Gegründet wurde die Gesellschaft am 26. August 1844 in Stuttgart als Verein für vaterländische Naturkunde in Württemberg, angeregt durch eine Tagung der Gesellschaft deutscher Naturforscher und Ärzte in Stuttgart 1834. Maßgeblich an der Gründung beteiligt waren Ferdinand Krauss (der spätere Leiter des königlich württembergischen Naturalienkabinetts, des späteren Museums für Naturkunde), Johann Gottlob von Kurr, der Staatsrat Wilhelm Friedrich Ludwig und der Tübinger Professor Wilhelm von Rapp (Präsident 1854 bis 1868). Erster Präsident war bis 1854 Wilhelm von Urach, Graf von Württemberg. Aktueller Vorsitzender (seit 2022) ist Klaus Rehfeld. Die Gesellschaft hat ihren heutigen Namen seit 1969.
Um nicht nur im Stuttgarter Raum präsent zu sein, entstanden schon im 19. Jahrhundert regionale Vereinszweige. Dazu gehören die Vereinszweige Oberschwaben (seit 1874), Schwarzwald (seit 1891), Unterland (seit 1913) und Ostwürttemberg (seit 1964).

## Ziele
Die Gesellschaft hat seit ihrer Gründung die Aufgabe zur naturwissenschaftlichen Erforschung des Landes sowie zur Verbreitung von deren Ergebnissen beizutragen. Der Schwerpunkt liegt dabei auf den Geo- und Biowissenschaften und dem Naturschutz. Anfänglich war auch die Chemie wesentlich vertreten. Besondere Bedeutung hat dabei die Zusammenführung und der Gedankenaustausch von naturinteressierten Fachleuten und Laien. Die Gesellschaft ist Eigentümerin von Grundstücken, die als Naturschutzgebiete ausgewiesen sind und kümmert sich um deren Pflege zusammen mit den zuständigen Naturschutzstellen. 
Laut Satzung verfolgt die Gesellschaft ausschließlich und unmittelbar gemeinnützige Zwecke und ist selbstlos tätig.

## Aktivitäten
Der Verein veranstaltet Vorträge und Exkursionen und gibt mit seinen Jahresheften eine wissenschaftliche Zeitschrift heraus, die seit 1846 erscheint und seit über dreißig Jahren in unregelmäßiger Folge von umfangreichen Sonderbänden begleitet wird. Im Jahr 2024 erschien beispielsweise die doppelbändige Lebensgeschichte,  das Werkverzeichnis und Lebenswerk des Naturforschers Theodor von Heuglin.  Das Logo der Gesellschaft (seit 2012) stellt ein stilisiertes Blatt mit einem integrierten Ammoniten dar und symbolisiert die Bio- und Geowissenschaften. Seit 2012 veranstaltet die Gesellschaft zusammen mit dem Staatlichen Museum für Naturkunde im Winterhalbjahr Science Pubs zu naturwissenschaftlichen Themen in der Kabarett- und Kleinkunstbühne Rosenau in Stuttgart.
1870 hatte der Verein etwa 400 Mitglieder, 1900 rund 800 und 1994 verzeichnete die Gesellschaft die bisher höchste Anzahl mit rund 860 Mitgliedern. Derzeit (2024) sind es 554 Mitglieder. Sie vergeben eine Ehrenmitgliedschaft.
Seit 1985 vergibt die Gesellschaft jährlich den Walter-Schall-Preis für herausragende wissenschaftliche Arbeiten über Themen aus den von der Gesellschaft gepflegten Fachgebieten. Gestiftet wurde der mit 3000 Euro dotierte Preis von Obergeologierat Walter Schall.
Am 11. September 2019 konnte die Gesellschaft ihr 175-jähriges Bestehen feiern.

## Organe

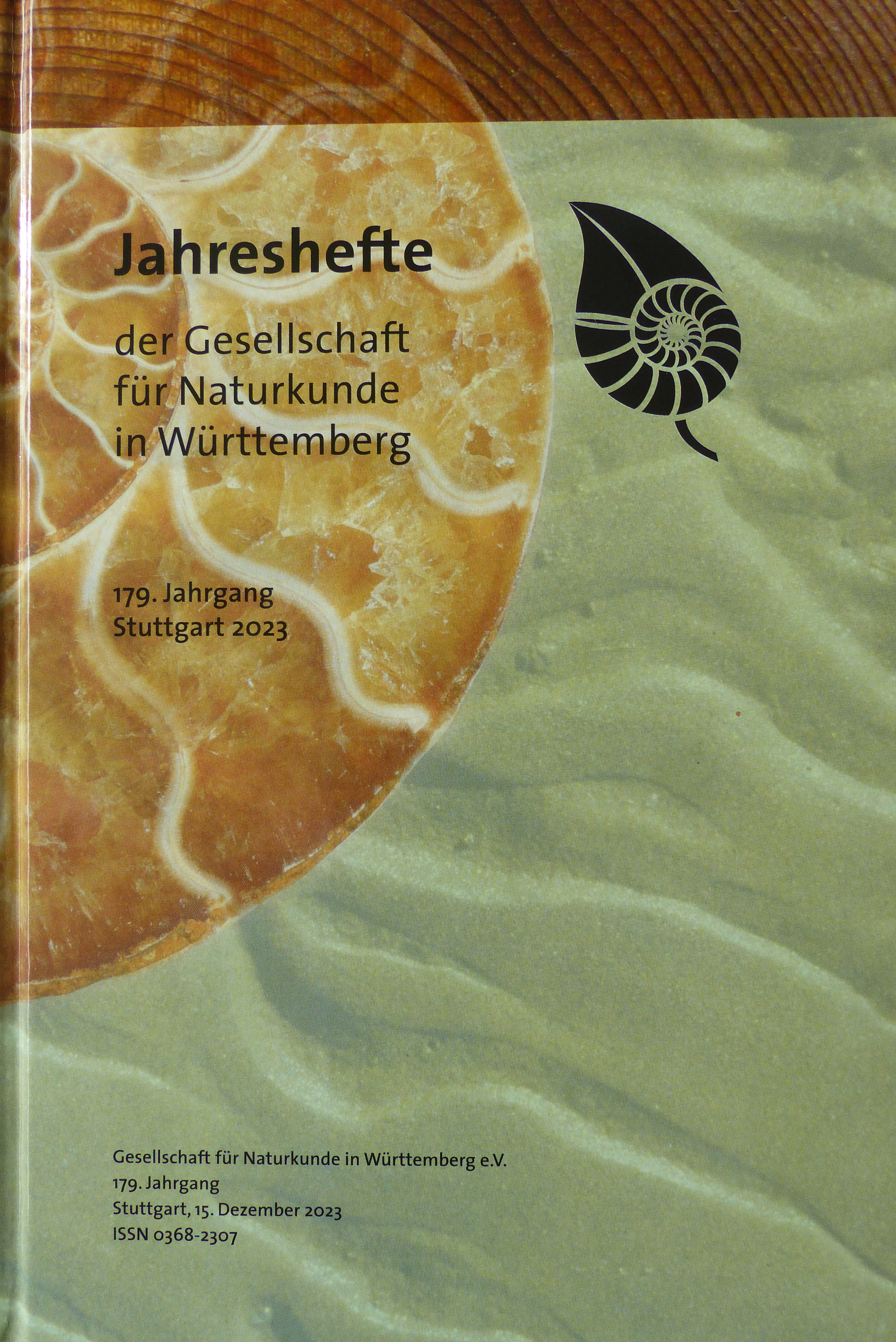
Jahreshefte 2023

Die Gesellschaft wird verwaltet durch Vorstand, Ausschuss und die Mitgliederversammlung.
Dem Ausschuss gehören an: Die Mitglieder des Vorstandes, bis zu 20 Beisitzende, die Vorsitzenden der Vereinszweige.
Jährlich findet mindestens eine Mitgliederversammlung statt. Der Vorstand und die Beisitzenden werden für drei Jahre von der Mitgliederversammlung gewählt, die Schriftleitung auf sechs Jahre. Für die Vorsitzende oder den Vorsitzenden ist nur eine einmalige Wiederwahl zulässig.

## Ehrenmitglieder
- 1845 Herzog Paul Wilhelm v. Württemberg (Mergentheim)
- 1845 Carl F.H. von Ludwig (Kapstadt)
- 1848 Christian G. Barth (Calw)
- 1848 Ernst Friedrich von Glocker (Breslau)
- 1869 Peter Merian (Basel)
- 1869 Wilhelm Eisenlohr (Karlsruhe)
- 1869 Wilhelm Philipp Schimper (Straßburg)
- 1869 Ferdinand von Hochstetter (Wien)
- 1869 Heinrich von Dechen (Bonn)
- 1869 Robert Mayer (Heilbronn)
- 1888 Ferdinand von Müller (Melbourne)
- 1894 Oscar von Fraas
- 1898 Freiherr Richard von König-Warthausen (Warthausen)
- 1906 Ferdinand Lökle
- 1907 Karl von Baur
- 1907 Moriz Probst (Ellwangen)
- 1908 Hermann Mohr
- 1909 Erwin von Bälz
- 1909 Gustav Jäger
- 1910 Graf Ferdinand von Zeppelin (Friedrichshafen)
- 1912 Carl Benjamin Klunzinger
- 1915 David Geyer
- 1916 Theodor Engel (Eislingen)
- 1916 Christian Regelmann
- 1916 Oswald Hesse
- 1917 Heinrich von Eck
- 1917 Oskar von Kirchner
- 1917 Konrad Miller
- 1919 Wilhelm Dittus (Obermarchtal)
- 1919 Friedrich Krauss (Ravensburg)
- 1920 August von Schmidt
- 1922 Carl Beck
- 1922 Adolf Sauer
- 1925 Friedrich Blochmann (Tübingen)
- 1927 Georg von Wundt
- 1927 Wilhelm Bretschneider
- 1928 Ludwig Pilgrim
- 1927 Julius Eichler
- 1928 Friedrich Haag (Rottweil)
- 1929 Theodor Hueber (Ulm)
- 1929 Karl Mack
- 1929 Ernst Entress
- 1931 Hermann August Krauss (Tübingen)
- 1935 Robert Gradmann (Sindelfingen)
- 1935 Fürst Maximilian von Waldburg zu Wolfegg u. Waldsee (Wolfegg)
- 1936 Bernhard Hauff (Holzmaden)
- 1938 Karl Feifel
- 1939 Robert Gross
- 1941 Walter Gmelin (Tübingen)
- 1941 Augustin Krämer
- 1942 Max von Sussdorf
- 1942 Karl Waidelich (Göppingen)
- 1944 Otto Feucht
- 1947 Ernst von Scheurlen
- 1947 Walter Bacmeister (Heilbronn)
- 1951 Hermann Niethammer (Calw)
- 1951 Felix Plieninger
- 1951 Heinrich Fischer (Bopfingen)
- 1951 Manfred Bräuhäuser
- 1952 Edwin Hennig (Tübingen)
- 1952 Karl Bertsch (Ravensburg)
- 1955 Friedrich Freiherr von Huene (Tübingen)
- 1955 Wilhelm Kreh
- 1956 Hans Schwenkel
- 1956 Otto Neunhoeffer (Blaubeuren)
- 1956 Wilhelm Otto Dietrich (Berlin)
- 1958 Georg Wagner (Tübingen)
- 1960 Karl Rau (Tübingen)
- 1960 Theodor Heuss
- 1961 Alfred Bentz (Hannover)
- 1961 Otto Linck (Güglingen)
- 1961 Walter Zimmermann (Tübingen)
- 1962 Eduard Spranger (Tübingen)
- 1963 Erwin Lindner
- 1963 Carl Adam
- 1966 Hermann Lautensach
- 1966 Richard Lohrmann (Riedlingen)
- 1968 Heinrich Walter
- 1969 Wilhelm Kallfass (Leonberg)
- 1971 Ernst Schüz (Ludwigsburg)
- 1972 Otto Pflugfelder
- 1977 Werner Hofmann
- 1978 Fritz Sauter (Aalen)
- 1980 Josef Sorg (Ravensburg)
- 1981 Walter Carlé
- 1984 Hermann Aldinger
- 1986 Horst Janus (Ludwigsburg)
- 1987 Hans Scheerer (Schorndorf)
- 1993 Friedrich A. Kipp
- 1994 Hans Haas (Seewald-Besenfeld)
- 1994 P. Agnellus Schneider (Bad Wurzach)
- 1994 Eugen Seibold (Freiburg)
- 1994 Adolf Seilacher (Tübingen)
- 1994 Bernhard Ziegler
- 1995 Helmut Hölder
- 1996 Ottmar Engelhardt (Neresheim)
- 1997 Walter Schall
- 1998 Erich Rexer (Baienfurt)
- 2001 Otto F.Geyer (Reutlingen)
- 2001 Oskar Sebald (Freiberg a.N.).
- 2002 Frank Westphal (Tübingen)
- 2003 Rotraud Dorgerloh
- 2009 Siegmund Seybold (Ludwigsburg)
- 2010 Ulrich Kull
- 2014 Helmut Herwanger (Bad Waldsee)
- 2015 Hans-Dieter Görtz (Münster)
- 2015 Hans Hagdorn (Ingelfingen)
- 2019 Hans Mattern[9]
- 2019 Theo Müller[9]
- 2022 Dieter Rodi[1] (Schwäbisch Gmünd)
- 2024 Theo Simon (Fichtenberg)